# La Robla
La Robla (asturleonesisch: La Robra) ist eine Gemeinde (Municipio)  mit 3.605 Einwohnern (Stand: 2024) im nordwestlichen Zentral-Spanien in der Provinz León in der Autonomen Gemeinschaft Kastilien-León. Die Gemeinde besteht neben dem namensgebenden Hauptort aus den Ortschaften Alcedo de Alba, Brugos de Fenar, Candanedo de Fenar, Llanos de Alba, Olleros de Alba, Puente de Alba, Rabanal de Fenar, Solana de Fenar und Sorribos de Alba.

## Geografie
La Robla ist eine Bergbaustadt im nördlichen Teil der Provinz León und liegt an den Südhängen des Kantabrischen Gebirges am Benesga in einer Höhe von 955 m. 

## Bevölkerungsentwicklung
| Jahr        | 1900 | 1950 | 1981 | 1991 | 2001 | 2011 | 2021 |
| ----------- | ---- | ---- | ---- | ---- | ---- | ---- | ---- |
| Einwohner   | 2704 | 3114 | 5225 | 5487 | 4993 | 4581 | 3714 |
| Quelle: INE |      |      |      |      |      |      |      |

## Wirtschaft
Bedeutend war das Kohlekraftwerk von La Robla mit einer installierten Leistung von 655 MW. Das 1971 in Betrieb genommene Kraftwerk wurde 2020 stillgelegt. Bekannt ist auch die Schmalspurbahn von La Robla.

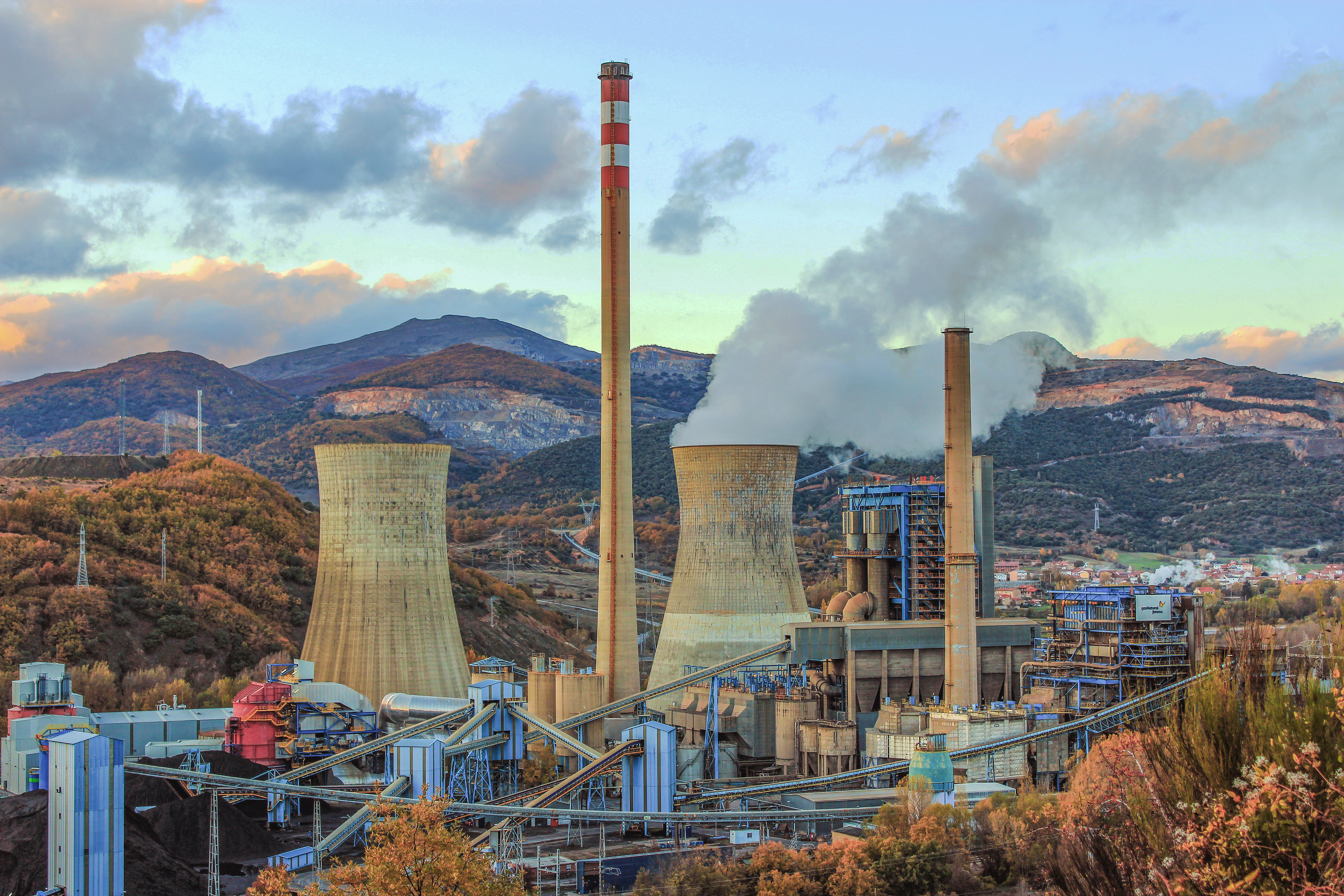
Kohlekraftwerk

## Persönlichkeiten
- Josefina Rodríguez de Aldecoa (1926–2011), Pädagogin und Schriftstellerin

## Gemeindepartnerschaft
Mit der französischen Gemeinde Buxerolles im Département Vienne (Region Neuaquitanien) besteht eine Partnerschaft.

## Sehenswürdigkeiten
- Reste eines Aquädukts bei El Encañao aus dem 8. Jahrhundert (vermutlich als Ersatz eines römischen Vorgängerbaus)
- Reste der Festung von Alba aus dem 9. Jahrhundert
- Rochuskirche
- Kapelle von Celeda
- Rathaus

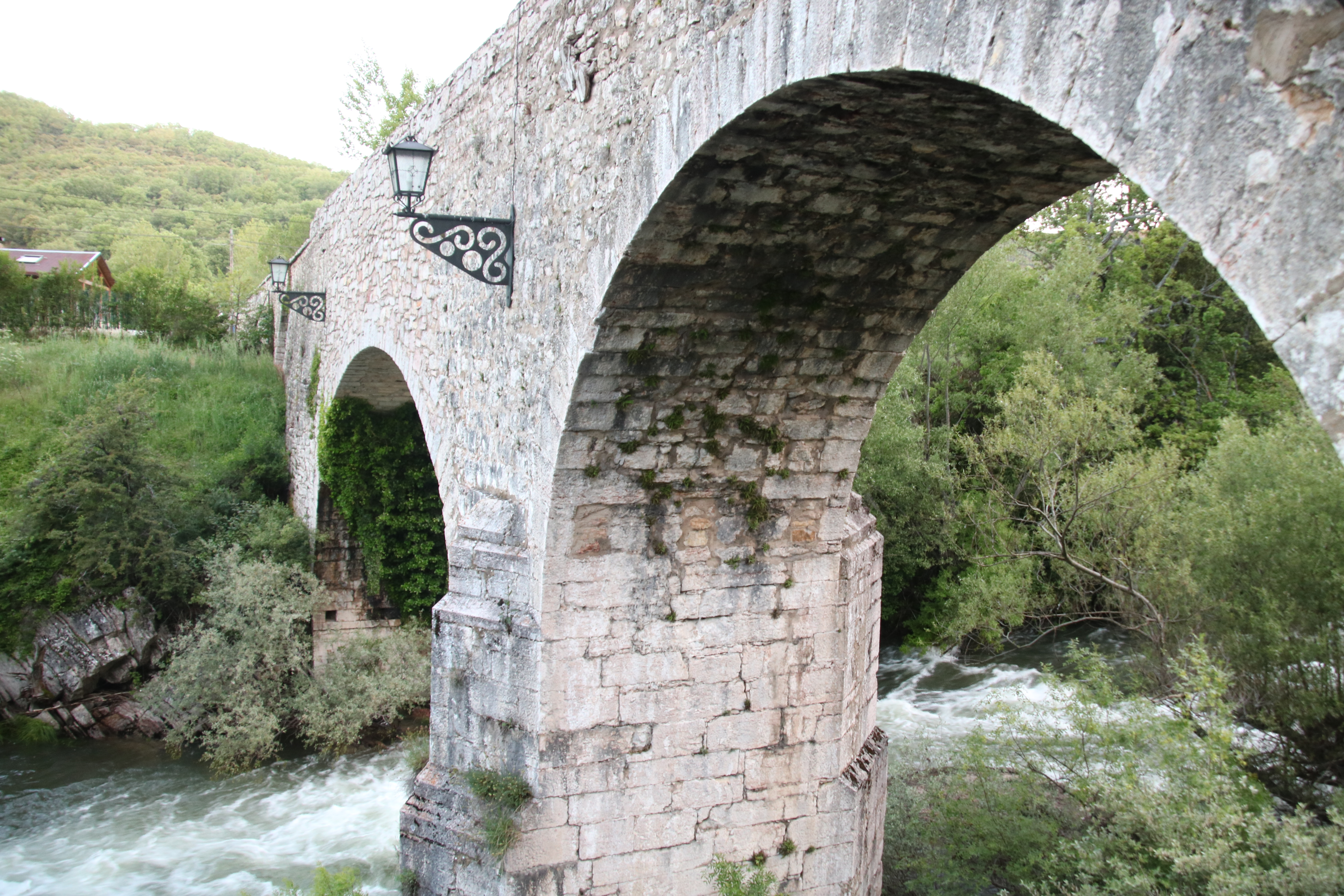
Reste eines Aquädukts
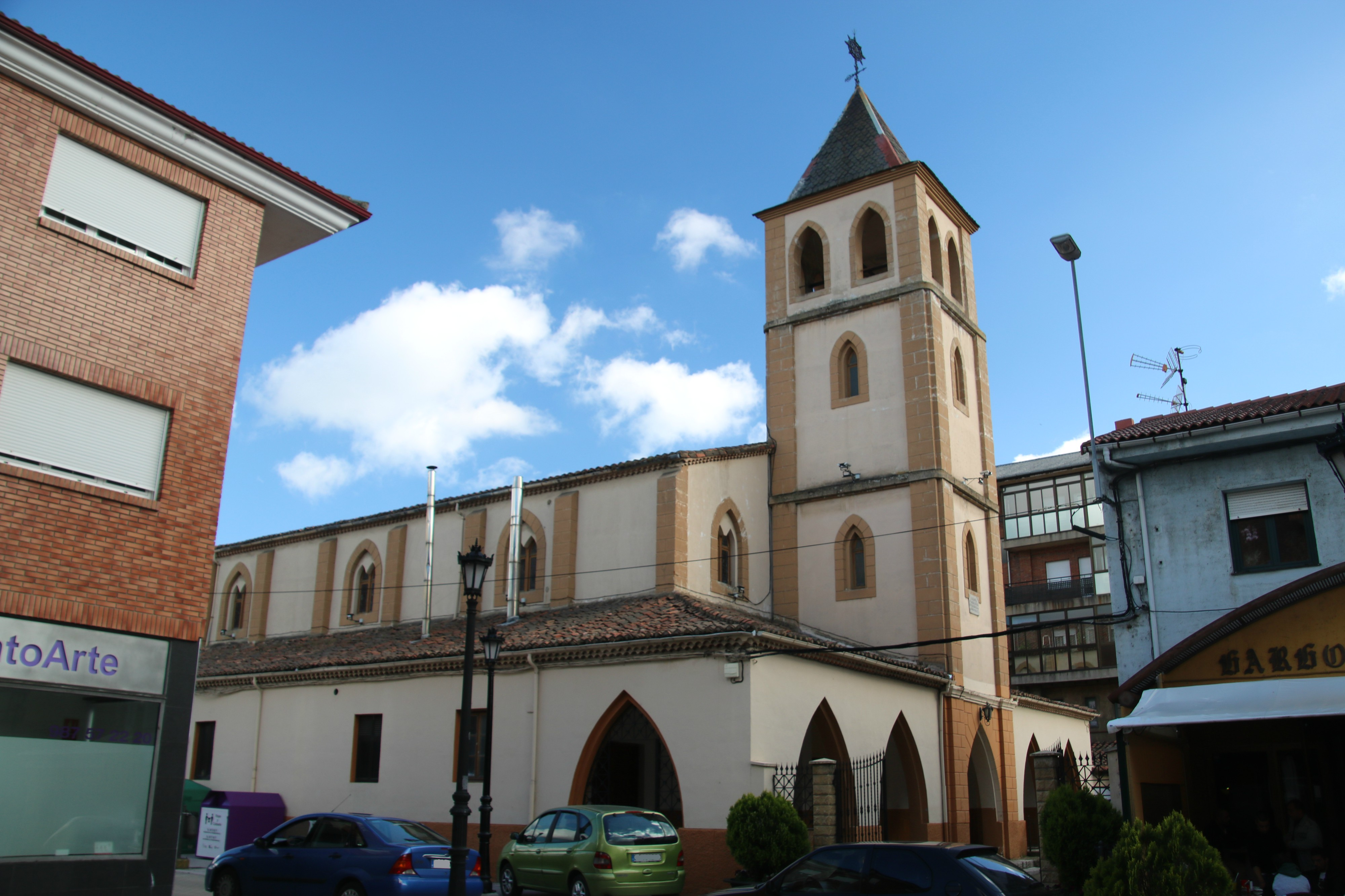
Rochuskirche
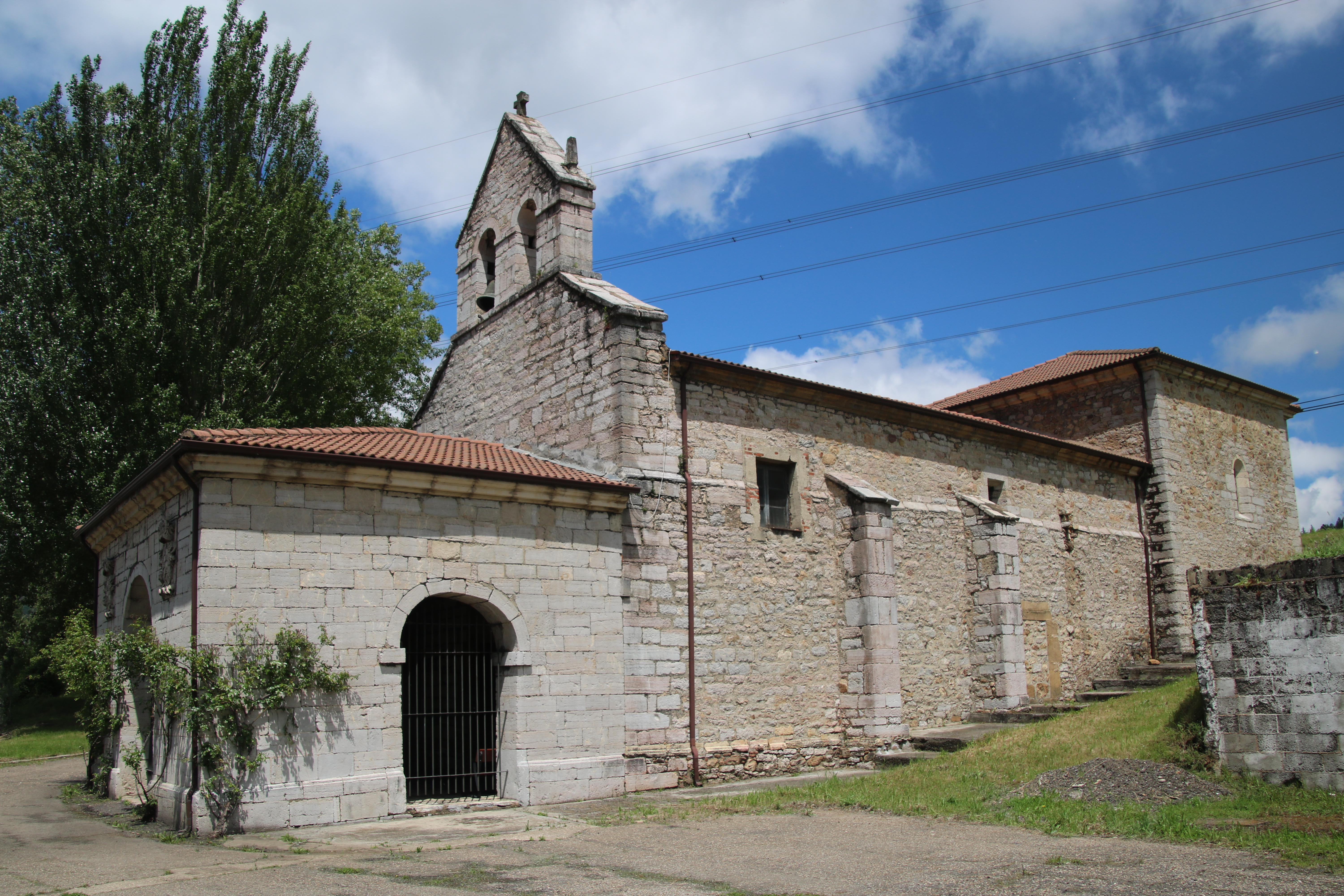
Kapelle von Celeda
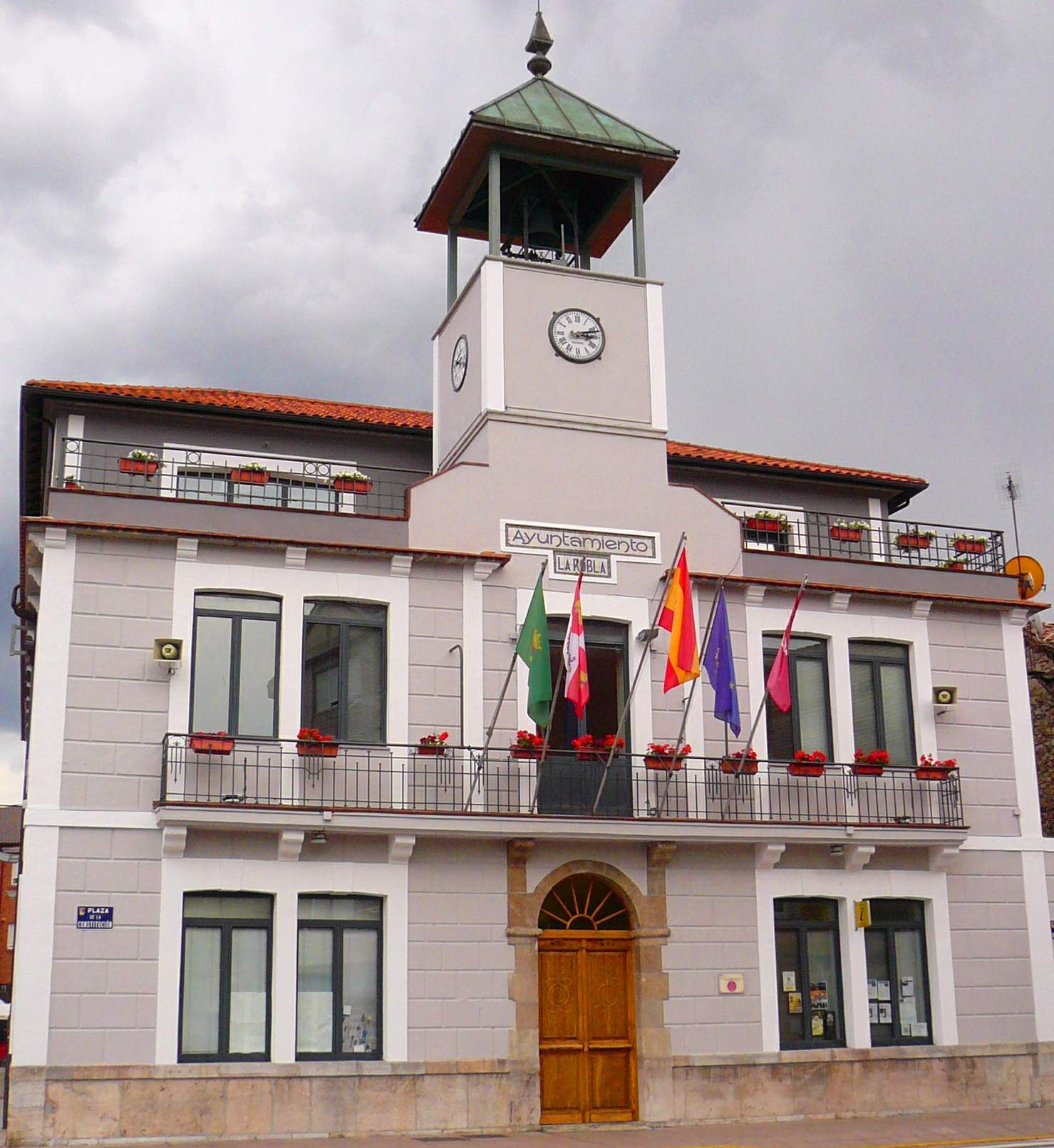
Rathaus